# Eubacterium tarantellae
Eubacterium tarantellae è una specie di batterio appartenente alla famiglia delle Eubacteriaceae.